# МТВ-плюс
«МТВ-плюс» — колишня мелітопольська телекомпанія, одна з найбільших телекомпаній Запорізької області. До літа 2020 року ретранслювала телеканал «NewsOne», пізніше — телеканал «НАШ» (19 год. 30 хв./добу). Після російського вторгнення у Мелітополі на частоті 24 ТВК, що належить каналу «МТВ-плюс», ретранслюється телеканал «Росія-24». Як поінформували в Національній раді з питань телебачення та радіомовлення, «МТВ-плюс» здійснює колабораціоністську діяльність та ретранслює програми держави-агресора.

## Історія
Місцеве телебачення в Мелітополі створили в 1989 році Ігор Таран, Сергій Сергеєв (працівники Моторного заводу), Олександр Колчинський (працівник «Автоцветліта»), Михайло Пачин, Ігор Мамчур, Микола Чернєв (працівники Мелітопольського телецентру).
Почалося все з реєстрації в жовтні 1989 року мелітопольських міськвиконкомом МП «Тоніс» (перше на той момент мале підприємство у м. Мелітополь). Директором МП «Тоніс» став Ігор Таран. Телекомпанія в Мелітополі замислювалася як частина створюваної в той час регіональної телекомпанії «ТОНІС», яка на той момент була створена в Миколаєві Володимиром Іваненком.
Перша мелітопольська телепередача вийшла в ефір 14 вересня 1990 року.
У 1992 році мелітопольська телекомпанія «ТОНІС» була реорганізована в телекомпанію «МТВ-плюс».
В кінці 1990-х років «МТВ-плюс» входив до медіагрупи під управлінням Олександра Тимчини, яка також включала мелітопольську радіостанцію «Южное пространство» і місцеву редакцію всеукраїнського тижневика «Теленеделя».
З серпня 1997 року «МТВ-плюс» ретранслював частину передач телеканалу «СТБ», з 2001 року — «Нового каналу», з 1 січня 2008 — супутникового каналу «ТВі».
З 4 квітня 2012 року починає ретрансляцію телеканалу «2+2».

### Проросійська діяльність
З 2015 року мережевим партнером «МТВ-плюс» стає супутниковий телеканал «Сонце». Згідно з ліцензійною угодою, на ретрансляцію відводилося 20 годин ефірного часу. Однак замість «Сонця» на «МТВ-плюс» ретранслювався спочатку проросійський телеканал «NewsOne», а потім телеканал проросійського політика Євгена Мураєва «НАШ». 
12 листопада 2020 року Нацрада призначила телеканалу «МТВ-плюс» перевірку, тому що замість ретрансляції телеканалу «Сонце» «МТВ-плюс» ретранслював телеканал «НАШ», а замість аналітичних програм в ефірі за умовами ліцензії повинні були бути розважальні).
1 серпня 2022 року теперішній голова окупаційної адміністрації в Запорізькій області, колишній член партій Партія регіонів та Опозиційний блок колаборант Євген Балицький, якому належить телеканал «МТВ-плюс», оголосив у Telegram про створення нового пропагандистсько каналу «За! ТВ». За даними Інституту масової інформації, студію відкрили під телевежею у Мелітополі. Хоча новий канал створили окремо від «МТВ-плюс», останній ретранслював у той час переважно російський пропагандистський телеконтент.
Формально «За!ТВ» було засновано на базі «МТВ-плюс» — адже  багато хто з журналістів «За! ТВ» до окупації працювали на телеканалі «МТВ-плюс», а Олег Шостак, який був директором «МТВ-плюс», з того часу очолює департамент зв’язків із громадськістю в окупаційній «військово-цивільній адміністрації». Тож назвати прихід росіян на «МТВ-плюс» «захопленням» не можна, оскільки і керівництво, і журналісти з власної волі почали співпрацювати з окупантами.
ТРК «МТВ-плюс» не лише ретранслювала проросійські проекти, а й створювала свої. Наприклад, із 2015 року на телеканалі почала виходити телепередача «В Європу!?», присвячена «розвінчанню» міфів про високий рівень життя в країнах Європейського Союзу та відсутності сенсу в євроінтеграції України. 
В одному з випусків ведучий казав: 
|  | «Спочатку ми тільки здогадувалися, потім дивувалися, а зараз просто впевнені в тому, що влада веде нас до Європи у лише їй відомий спосіб. Курс цей хитромудрий і смертельний для української нації, бо на його шляху ми вже втратили понад 8 мільйонів співвітчизників. Як можна йти назустріч багато років, ні на сантиметр не скоротивши відстань? Голодні та холодні громадяни зі спустошеними гаманцями чекають, поки прем'єри, спікери та президенти награються в євроінтеграцію, не припиняючи збагачуватися грабунком» |

 Такий опис ситуації в країні можна було побачити майже в кожному випуску. Автори критикували реформи, владу, європейських та американських лідерів, але не тільйи не давали жодної конкретики, а навіть вставляли у сюжети уривки та жарти з радянських стрічок, щоб у аудиторії не виникла думка поставитися до євроінтеграції серйозно.
Телеканал «МТВ-плюс» проіснував до 1 серпня 2022 року, ретранслюючи ефір російського державного телеканалу «Росія-24». Потім його замінив новостворений «За!ТВ».
Формально «За!ТВ» було засновано на базі «МТВ-плюс» — адже  багато хто з журналістів «За! ТВ» до окупації працювали на телеканалі «МТВ-плюс»

## Нагороди
- Роботи журналістів і операторів телеканалу були відзначені грамотами та дипломами конкурсів «Золота ера», «Золота хвиля», «Золотий Георгій», «Україна Єдина», «Телетріумф»[14][15].

- Журналісти телекомпанії «МТВ-плюс» були призерами Всеукраїнського конкурсу журналістських розслідувань[16].

## В соцмережах
YouTube

 Facebook

## Використана література
- Рибка М.  // Індустріальне Запоріжжя. — 13.04.1993.